# Гвадалквивир

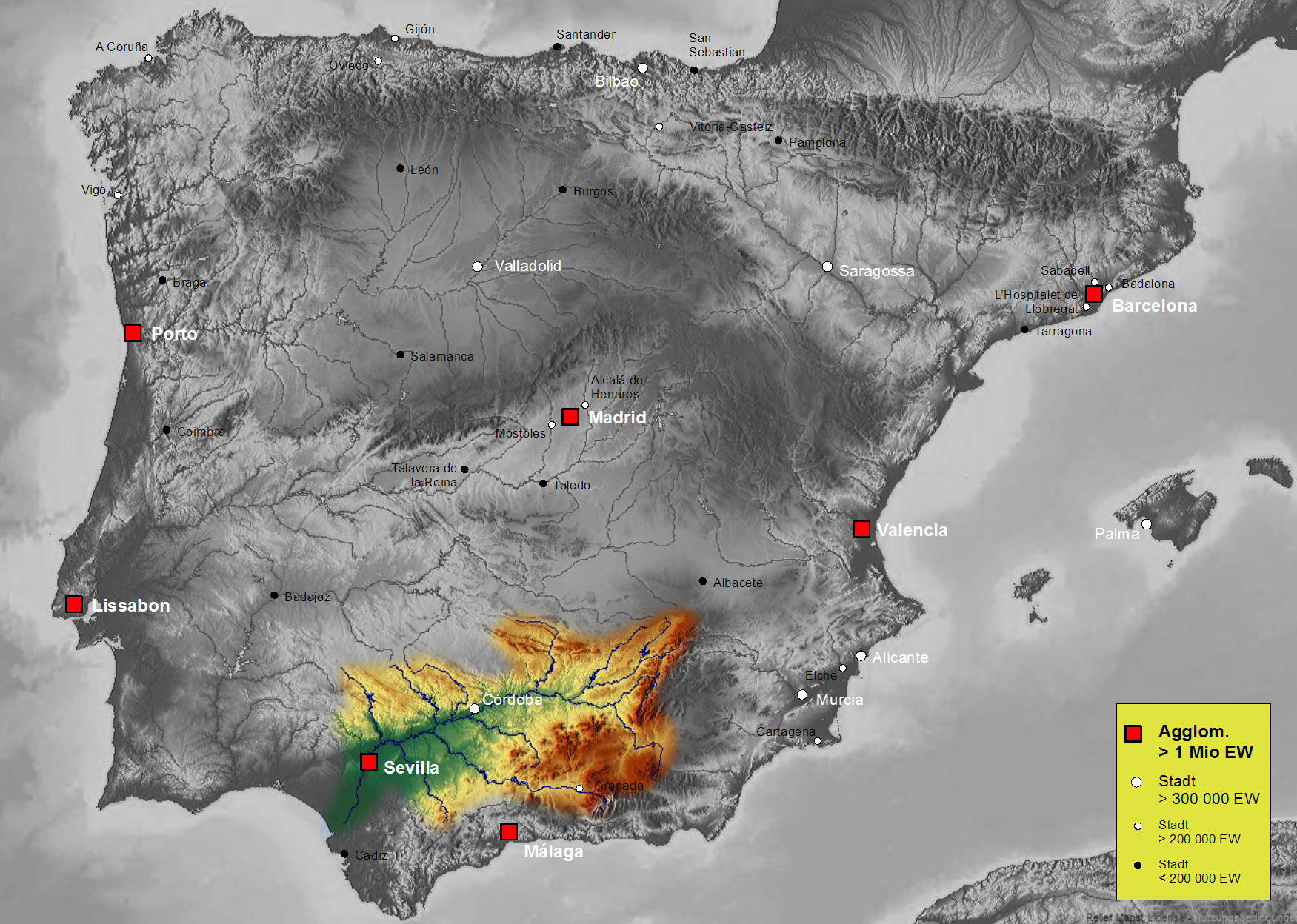
Бассейн реки Гвадалквивир

Гвадалквиви́р (исп. Guadalquivir [gwɑðalkiˈβiɾ], лат. Baetis) — пятая по протяжённости река в Испании (657 км), площадь бассейна 56 978 км². Протекает по Андалусии.
Исток реки находится на севере Андалусских гор, после чего река, расширяясь, выходит на Андалусскую низменность. В нижнем течении пересекает болотистую низменность Лас-Марисмас (Las Marismas), где делится на несколько рукавов. Впадает в Кадисский залив Атлантического океана у города Санлукар-де-Баррамеда, образуя эстуарий шириной до 7 км.
Основные притоки: Малая Гвадиана, Хениль, Гуадалимар, Уэльва. Питание преимущественно дождевое. Наибольшая водность в феврале — марте. Используется для орошения и выработки электроэнергии, загрязнена сточными водами. Судоходна до города Севильи, в котором построен целый ряд мостов. В Античности и Средневековье Гвадалквивир был судоходен до Кордовы, для безопасного входа судов из океана в устье реки во II веке до нашей эры был выстроен Чипионский маяк (теперь заменён на современный).
В 1896 году в Гвадалквивире утонул (выпав из лодки) художник Рикардо Вильегас Кордеро, младший брат живописца Хосе Вильегаса Кордеро.
В 1998 году вблизи Асналькольяра произошёл прорыв дамбы на притоке Гвадалквивира Гуадьямаре, после чего в окрестности вылилось 4—5 млн м³ шахтных отходов.
Гидроним «Гвадалквивир» происходит от арабского al-wādī l-kabīr (الوادي الكبير), что означает «большая река».